# Paleostomi
Paleostomi nebo Paliastomi (gruzínsky პალიასტომი) je mělké reliktní jezero v Gruzii na pobřeží Černého moře v Kolchidské nížině poblíž ústí řeky Rioni. Má rozlohu 18,2 km². Průměrná hloubka je 2,6 m a maximální dosahuje 3,2 m. Nachází se v nadmořské výšce 0,3 m.
Jezero je součástí Kolchetského národního parku.

## Pobřeží
Pobřeží je nízké a bahnité.

## Vlastnosti vody
Do roku 1933 bylo jezero sladkovodní. Pak se změnilo v odkrytou lagunu s mořskou vodou, která je oslazována při povodních říční vodou.

## Vodní režim
Voda do jezera přitéká částečně filtrací z řeky Rioni, částečně z podzemních pramenů a v některých obdobích i z moře. Do jezera také ústí dvě malé říčky, Pičori (gruzínsky ფიჩორი) a Kaparči. Z jezera odtéká voda krátkým průtokem Malatakva do Černého moře. Jezero tak má částečně charakter limanu.

## Využití
Na jezeře je rozvinuté rybářství. Na břehu leží město Poti. Jezero se nachází na území Kolchidské přírodní rezervace. V roce 1961 archeologové našli na dně jezera pozůstatky osídlení z 2. století, jež by mohly být části zaniklého města Fasis.